# Gabriel Xavier Paul Koenigs
Gabriel Xavier Paul Koenigs (francès: Gabriel Koenigs)  (Tolosa, 17 de gener de 1858 - París, 29 d'octubre de 1931) va ser un matemàtic francès conegut per la seva ferma oposició a la incorporació dels matemàtics alemanys als congressos internacionals de matemàtiques després de la Primera Guerra Mundial.

## Vida i Obra
Koenigs va fer els seus estudis secundaris a Tolosa de Llenguadoc amb resultats brillants i el 1879 va ingressar a l'École Normale Supérieure en la qual es va graduar el 1882. El mateix any va obtenir el doctorat a la universitat de París sota la influència de Gaston Darboux.
Entre 1883 i 1885 va ser professor de mecànica de la universitat de Besançon (actualment Universitat de Franche-Compté) i el curs següent ho va ser d'anàlisi matemàtica a la de Tolosa. De 1886 a 1895 va ser professor ajudant de l'École Normale Supérieure, mentre també donava classes de mecànica al Collège de France. El 1896 va deixar les dues places per convertir-se en catedràtic de mecànica de la Sorbona. En aquesta posició va crear un laboratori de física experimental que va tenir notables aplicacions militars.
El matemàtic que s'associa més comunament amb l'equació de Schröder, no és el d'Ernst Schröder, sinó el de Koenigs perquè va ser ell qui va demostrar el 1884 l'existència i unicitat de les solucions analítiques de l'equació. Koenigs, també va ser un figura dominant en el segle xix en la teoria de les iteracions de les funcions complexes. A partir de 1896, amb la seva entrada a la Sorbona, es va dedicar més a la física experimental.
Però potser el fet pel que és més recordat es que, com a secretari general de la Unió Matemàtica Internacional, es va mostrar ferm partidari del boicot en els congressos internacionals als matemàtics dels països perdedors de la Primera Guerra Mundial.